# Wąkop
Wąkop – osada leśna w Polsce położona w województwie warmińsko-mazurskim, w powiecie nowomiejskim, w gminie Biskupiec.
W latach 1975–1998 miejscowość administracyjnie należała do województwa toruńskiego.